# Ilir Shaqiri (tancerz baletowy)
Ilir Shaqiri (ur. 12 kwietnia 1973 w Tiranie) – albańsko-włoski tancerz baletowy, choreograf, nauczyciel tańca, reżyser artystyczny i osobowość telewizyjna. Był jurorem w albańskiej edycji programu Dancing with the Stars (albańska edycja) oraz zwycięzcą pierwszej edycji reality show Big Brother VIP Albania w 2022 roku.

## Wczesne lata i edukacja
Shaqiri urodził się w rodzinie tancerzy. Jego ojciec, Estref Shaqiri, był solistą Narodowego Teatru Opery i Baletu w Tiranie, a matka, Mukades Erebara, pierwszą tancerką tej instytucji. Balet zaczął trenować w wieku 10 lat, a jako 18-latek dołączył do zespołu narodowego jako solista.
W 1991 roku przeniósł się do Skopje, gdzie kontynuował naukę w Teatr Opery i Baletu Macedonii Północnej. Rok później osiedlił się we Włoszech, rozwijając karierę taneczną i medialną.

## Kariera

### Taniec i scena
Shaqiri występował w klasycznych baletach, takich jak Dziadek do orzechów, Jezioro łabędzie, Giselle, Don Kichot i Carmina Burana. Grał też główne role w musicalach wystawianych we Włoszech, m.in. w Rugantino i Il silenzio dei sogni.
Jako choreograf pracował przy projektach scenicznych i telewizyjnych, w tym Giulietta e Romeo, La città dell'utopia, Telethon 2008 i Dance Dance Dance. Był również reżyserem artystycznym kampanii reklamowych marek takich jak Mazda i ENI Energia.
W 2006 roku magazyn TV-Radio Corriere uznał go za „Najlepszą Osobowość Telewizyjną”. W 2003 roku został ogłoszony przez prezydenta Albanii „Ambasadorem Albanii na świecie”.

### Telewizja
Występował w programach rozrywkowych na włoskiej telewizji, takich jak Amici di Maria De Filippi, C'è posta per te, La Corrida, La sai l’ultima, Buona Domenica i Saranno Famosi.
W latach 2012–2018 był jurorem programu Dancing with the Stars w Albanii (Vizion Plus).
W 2022 roku wygrał pierwszą edycję Big Brother VIP Albania emitowanego przez Top Channel.
W 2025 roku prowadził talent show Yjet Shqiptarë të Diasporës („Gwiazdy Albańskiej Diaspory”). Jest również założycielem akademii tańca Étoile d’Ilir, działającej we Włoszech i Albanii.

## Życie prywatne
W 2000 roku w Mediolanie poznał włoską aktorkę Emanuelę Morini. Po ponad 20 latach związku para pobrała się. Mają córkę o imieniu Emily i mieszkają w Rzymie.